# Albert Dayer
Albert Dayer (Elsene, 11 oktober 1925 – Brussel, mei 1987) was een Belgische atleet, die gespecialiseerd was in het speerwerpen en de tienkamp. Hij nam eenmaal deel aan de Olympische Spelen en werd in twee disciplines zes maal Belgisch kampioen.

## Biografie
Dayer verbeterde in 1947 het Belgisch record in het kogelstoten van Roger Verhas naar 13,88 m. Verhas heroverde zijn record tijdens hetzelfde kampioenschap. Dat jaar werd Dayer voor het eerst Belgisch kampioen tienkamp, ook met een Belgisch record. Het jaar nadien nam Dayer deel aan de Olympische Spelen van Londen. Hij werd zesentwintigste. Later dat jaar werd hij voor de tweede keer Belgisch kampioen met alweer een Belgisch record. In 1950 nam hij ook deel aan de Europese kampioenschappen in Brussel.
Tussen 1949 en 1953 veroverde Dayer ook vier Belgische titels in het speerwerpen. Hij overleed in 1987 op 61-jarige leeftijd.

### Clubs
Dayer was aangesloten bij Racing Club Brussel.

## Belgische kampioenschappen
| Onderdeel   | Jaar                   |
| ----------- | ---------------------- |
| speerwerpen | 1949, 1950, 1952, 1953 |
| tienkamp    | 1947, 1948             |

## Persoonlijke records
| Onderdeel   | Prestatie | Datum                | Plaats |
| ----------- | --------- | -------------------- | ------ |
| speerwerpen |           |                      |        |
| tienkamp    | 6086 p    | 25/26 september 1948 | Leuven |

## Palmares

### speerwerpen
- 1949:  BK AC – 52,96 m
- 1950:  BK AC – 53,27 m
- 1952:  BK AC – 55,62 m
- 1953:  BK AC – 55,26 m
- 1955: 4e Interl. Ned.-België te Den Haag - 52,79 m

### tienkamp
- 1947:  BK AC – 5902 p (NR)
- 1948:  BK AC – 6086 p (NR)
- 1948: 26e OS in Londen – 5586 p
- 1950: DNF EK in Brussel